# Калоев, Александр Александрович
Александр Александрович Калоев (1918—1943) — участник Великой Отечественной войны, автоматчик 32-го гвардейского казачьего кавалерийского полка 9-й гвардейской казачьей кавалерийской дивизии 4-го гвардейского Кубанского казачьего кавалерийского корпуса 4-го Украинского фронта, гвардии рядовой, Герой Советского Союза (1991).

## Биография
Александр Калоев родился 10 января 1918 года в селе Георгиевско-Осетинское (ныне Коста Хетагурова), Кубанская область (ныне — Карачаевский район Карачаево-Черкесии) в семье крестьянина. Работал на шахте в Карачаевском районе.
В Красной Армии с 1942 года. В боях Великой Отечественной войны с ноября 1942 года.
Автоматчик 32-го гвардейского казачьего кавалерийского полка (9-я гвардейская казачья кавалерийская дивизия, 4-й гвардейский Кубанский казачий кавалерийский корпус, 4-й Украинский фронт) гвардии рядовой Александр Калоев 3 ноября 1943 года в бою в районе села Перекоп Красноперекопского района Крымской области в составе группы бойцов под ураганным вражеским огнём преодолел ров и гранатой подорвал вражеский пулемёт, уничтожив его расчёт.
В ходе дальнейшего наступления Калоев скрытно подобрался на близкое расстояние к вражескому доту и ценой собственной жизни подавил его. Похоронен в городе Армянск Красноперекопского района ныне Автономной Республики Крым.
К званию Героя Советского Союза отважный воин-гвардеец представлялся в 1943 году. Но приказом войскам 4-го Украинского фронта № 65/н от 18 января 1944 года был награждён орденом Отечественной войны 1-й степени.
Указом Президента СССР от 5 мая 1991 года № УП-1906 «за мужество и отвагу, проявленные в период Великой Отечественной войны 1941—1945 годов», гвардии рядовому Калоеву Александру Александровичу посмертно присвоено звание Героя Советского Союза.

## Память
Именем Александра Калоева были названы улица в селе Суворово на севере Крыма и школа № 18 в административном центре Крыма — городе Симферополе. 6 мая 2005 года, в городе Черкесске — столице Карачаево-Черкесской Республики, в парке Победы состоялось открытие памятника воинам Великой Отечественной войны — Аллеи Героев. На Аллее Героев мемориального комплекса воздвигнуты бюсты Героев Советского Союза и Российской Федерации, среди которых бюст А. А. Калоева.